# Adenophora koreana
Adenophora koreana är en klockväxtart som beskrevs av Siro Kitamura. Adenophora koreana ingår i släktet kragklockor, och familjen klockväxter. Inga underarter finns listade i Catalogue of Life.